# Bisdom Frosinone-Veroli-Ferentino
Het bisdom Frosinone-Veroli-Ferentino (Latijn: Dioecesis Frusinatensis-Verulana-Ferentina; Italiaans: Diocesi di Frosinone-Veroli-Ferentino) is een in Italië gelegen rooms-katholiek bisdom met zetel in de stad Frosinone in de gelijknamige provincie. Het bisdom staat als immediatum onder rechtstreeks gezag van de Heilige Stoel.

## Geschiedenis
Het bisdom Veroli werd opgericht in de 8e eeuw en was direct verantwoording schuldig aan de Heilige Stoel. Op 29 februari 1956 werd de naam veranderd in Veroli-Frosinone. Op 30 september 1986 werd door de Congregatie voor de Bisschoppen met het decreet Instantibus votis het bisdom Ferentino toegevoegd.

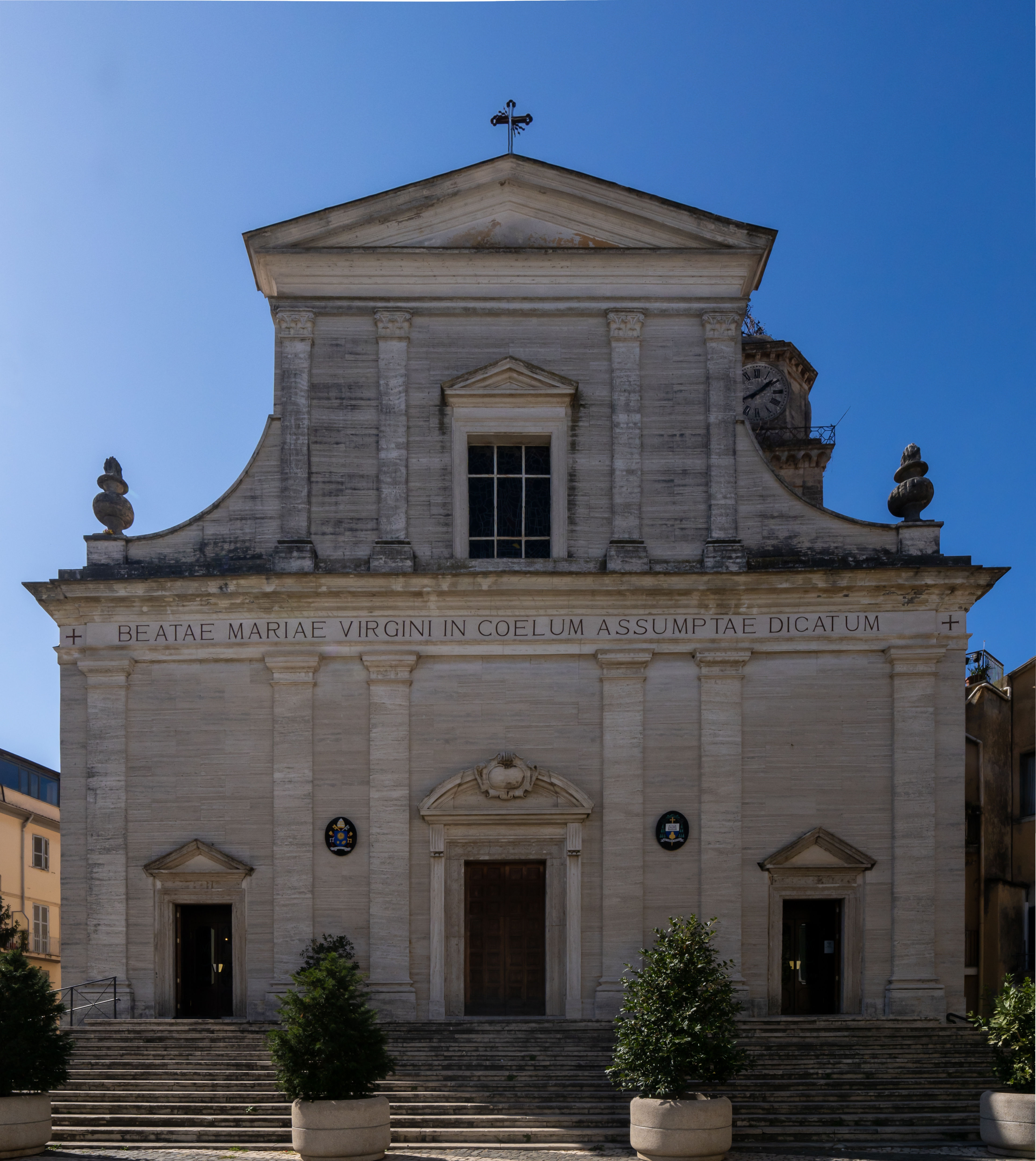
Kathedraal van Frosinone
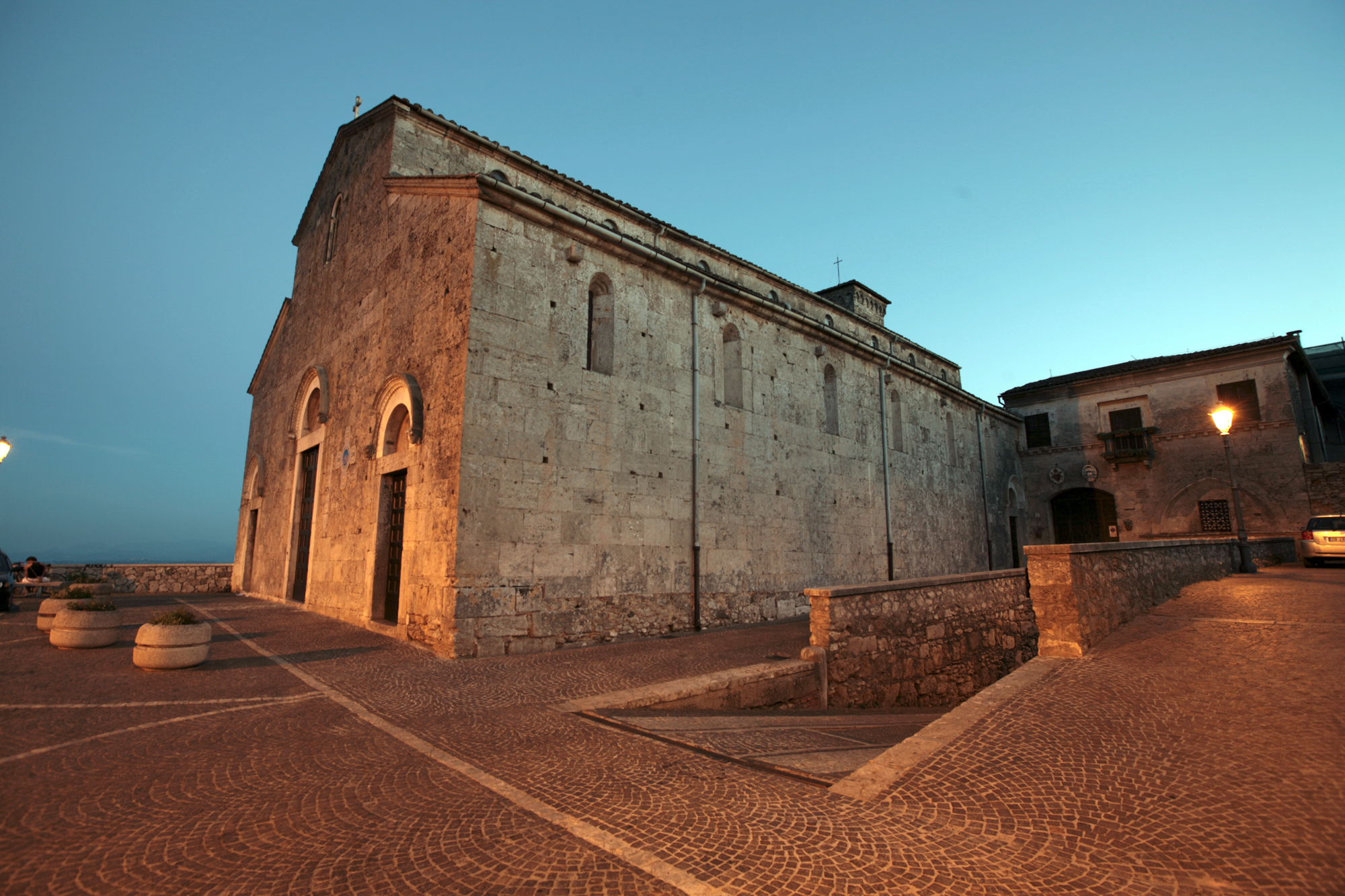
Cokathedraal van Ferentino
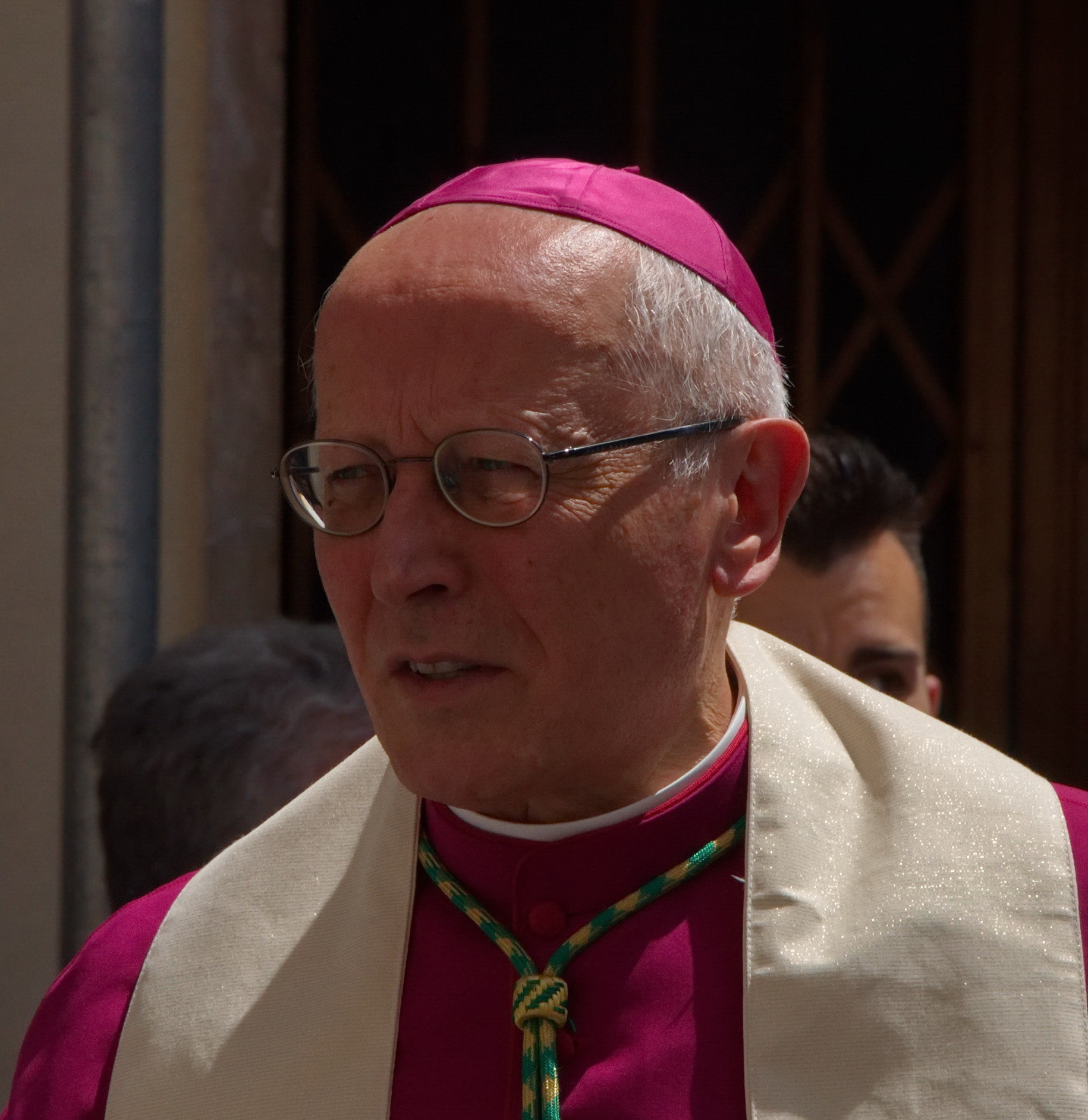
Bisschop Ambrogio Spreafico